# Rivière Trompeuse
La rivière Trompeuse est un affluent de la rivière aux Écorces, coulant dans le territoire non organisé de Lac-Jacques-Cartier, dans la municipalité régionale de comté (MRC) de La Côte-de-Beaupré, dans la région administrative de la Capitale-Nationale, dans la province de Québec, au Canada. Le cours de la rivière Trompeuse traverse la partie nord-ouest de la réserve faunique des Laurentides.
La vallée de la rivière Trompeuse est située entre la route 169 reliant Québec à Chicoutimi et la route 155 reliant La Tuque à Chambord. Cette vallée est aussi desservie par quelques routes forestières secondaires de la réserve faunique des Laurentides, surtout pour les besoins la foresterie et des activités récréotouristiques.
La foresterie constitue la principale activité économique de cette vallée ; les activités récréotouristiques, en second. Sur la rivière aux Écorces, en aval du point de confluence de la rivière Trompeuse et à la tête du lac aux Écorces des frayères sont reconnus comme l'un des meilleurs sites de pêche printanière du territoire de la réserve faunique des Laurentides.
La surface de la rivière Trompeuse est habituellement gelée du début de décembre à la fin mars, toutefois la circulation sécuritaire sur la glace se fait généralement de la mi-décembre à la mi-mars.

## Géographie
Les principaux bassins versants voisins de la rivière Trompeuse sont :
- Côté nord : lac aux Écorces, lac à la Culotte, rivière Pikauba, rivière aux Canots, lac du Panache ;
- Côté est : ruisseau Fortin, ruisseau Cloutier, lac Huit, lac Charland, rivière aux Canots ;
- Côté sud : ruisseau de l’Araignée, ruisseau du Gros-Jos, rivière aux Écorces Nord-Est, rivière aux Écorces ;
- Côté ouest : rivière aux Écorces, lac Érin, lac Samson, lac Monbrion, lac aux Écorces, ruisseau Salvail.

La rivière Trompeuse prend sa source au lac Trompeur (longueur : 1,7 km ; altitude : 612 m) en zone forestière dans la réserve faunique des Laurentides. Cette source est située à :
- 2,2 km à l'est du lac du Chasseur ;
- 5,1 km au sud-est d’une courbe du cours de la rivière aux Canots ;
- 8,5 km à l’est du lac à la Culotte ;
- 10,6 km au nord-est du lac aux Écorces qui est traversé par la rivière aux Écorces ;
- 11,5 km au nord-ouest de la confluence de la rivière Trompeuse et de la rivière aux Écorces ;
- 9,7 km au nord-ouest du cours de la rivière aux Écorces Nord-Est ;
- 14,5 km du hameau Mont-Apica où passe la route 169[3].

À partir de sa source (lac Trompeur), la rivière Trompeuse coule sur 17,5 km avec une dénivellation de 214 m entièrement en zone forestière, selon les segments suivants :
- 1,0 km vers le sud notamment en traversant le lac Tiffaut (longueur : 0,9 km ; altitude : 612 m) sur sa pleine longueur, jusqu’à son embouchure. Note : Le lac Tiffaut reçoit la décharge (venant de l'est) du lac Rousseau ;
- 0,5 km vers le sud, jusqu'au ruisseau Fortin (venant de l'est) ;
- 2,7 km d'abord vers l’ouest, vers le nord-ouest, puis vers l'ouest en traversant une zone de marais, jusqu'à la décharge (venant du nord) du lac du Chasseur ;
- 2,4 km d’abord vers le sud-ouest en traversant une zone de marais en début de segment, puis vers le sud notamment en traversant le Second lac Thivierge (longueur : 0,5 km ; altitude : 548 m), puis le lac Thivierge (longueur : 0,9 km ; altitude : 545 m) sur 0,7 km, jusqu’à l’embouchure de ce dernier ;
- 2,4 km vers le sud, jusqu’au ruisseau Cloutier (venant de l’est) ;
- 8,5 km vers le sud en formant une boucle vers l’ouest et en recueillant une vingtaine de ruisseaux, jusqu’à son embouchure[3].

La rivière Trompeuse se déverse sur la rive nord-est de la rivière aux Canots. Cette confluence est située à :
- 1,9 km au nord-est du lac Érin ;
- 5,1 km au sud-est du lac aux Écorces ;
- 8,0 km à l’est du lac Métascouac ;
- 19,3 km au nord-est d’une courbe de la rivière Métabetchouane ;
- 24,9 km au sud-ouest de la route 169 ;
- 52,2 km au sud de la confluence de la rivière Pikauba et de la rivière aux Écorces ;
- 57,6 km au sud-est de la confluence de la rivière Pikauba et du lac Kénogami ;
- 80,5 km au sud-ouest de la confluence de la rivière Chicoutimi et de la rivière Saguenay dans le secteur Chicoutimi de la ville de Saguenay[3].

À partir de l’embouchure de la rivière Trompeuse, le courant suit successivement le cours de la rivière aux Écorces sur 52,8 km généralement vers le nord, le cours de la rivière Pikauba sur 10,6 km généralement vers le nord, traverse le lac Kénogami sur 17,6 km vers le nord-est jusqu’au barrage de Portage-des-Roches, puis suit le cours de la rivière Chicoutimi sur 26,2 km vers l’est, puis le nord-est et le cours de la rivière Saguenay sur 114,6 km vers l’est jusqu’à Tadoussac où il conflue avec l’estuaire du Saint-Laurent.

## Toponymie
Le toponyme « rivière Trompeuse », parait sur une carte de 1928. Deux thèses peuvent expliquer la signification de ce toponyme :
- Selon la première thèse, ce toponyme a été attribué par le fait que le plan d’eau à sa confluence, généré par l’élargissement de la rivière, comportant cinq îles, porte à confondre la décharge de la rivière Trompeuse et le cours principal de la rivière aux Écorces[4]. Ce plan d’eau reçoit aussi le ruisseau de l’Araignée (venant de l’est).
- Selon la seconde thèse, en remontant la rivière en amont du Second lac Thivierge, les navigateurs arrivant à une zone de marais (située du côté est du cours d'eau), confondent la décharge (venant du nord) du lac du Chasseur, qui est plus large, et la décharge (venant de l'est) des lacs Trompeur et Tiffaut. Cette confusion est accentuée à cet endroit par la présence d'une île sur le cours de la décharge du lac Trompeur, en zone de marais.

Le toponyme « Rivière Trompeuse » a été officialisé le 5 décembre 1968 à la Banque des noms de lieux de la Commission de toponymie du Québec.